# Liste der Gouverneure von Tobago
Liste der Gouverneure von Tobago (1764–1899):

Die Gouverneure von Tobago wurden mit den offiziellen Titeln „Gouverneur“ (englisch Governor) und „Vizegouverneur“ (englisch Lieutenant governor) bezeichnet

## Vizegouverneure von British Tobago (1764–1781)
- Alexander Brown – 12. November 1764 – Juli 1766
- William Hill – 2. Dezember 1766 – 16. Oktober 1767
- Roderick Gwynne – 16. Oktober 1767 – 1769
- Robert William Stewart – 1769–1771
- William Young of Auchenskeoch Castle (Schottland) – 1771–1777
- Peter Campbell – 1777–1779
- John Graham – 1779–1781
- George Ferguson – 1781 – 2. Juni 1781

## Gouverneure von Französisch Tobago (1781–1793)
- Philibert François Rouxel de Blanchelande – 2. Juni 1781 – 1784
- Rene Maria viconte d'Arrot – 1784–1786
- Arthur Dillon – 1786–1789
- Antoine de Jobal de Poigny – 1789–1792
- Philippe Marie de Marguenat – 1792–1793
- Laroque de Mointeil – 1793

## Gouverneure von British Tobago (1793–1899)
- William Myers – April 1793
- George Poyntz Ricketts – 1793–1795
- Joseph Robley – 1795 (kommissarisch)
- William Lindsay – 1795–1796
- James Campbell – 1796–1797
- Stephen de Lancey – 1797–1799
- Joseph Robley – 1799–1800 (kommissarisch)
- Richard Master – 1800
- Joseph Robley – 1800–1801 (kommissarisch)
- Hugh Lyle Carmichael - 1801 – 7. November 1802 (kommissarisch)
- Jean Joseph François de Sahuguet d'Amarzit de Laroche – 7. November 1802 – 1803
- Louis Cesar Gabriel Berthier – 1803
- Thomas Picton – 30. Juni 1803 – Juli 1803
- William Johnstone – Juli 1803 – August 1803
- Donald MacDonald – August 1803 – Juli 1804
- John Halkett – Juli 1804 – 1807
- Sir William Young, 2nd Baronet – 1807–1815
- John Balfour – 1815–1816
- John Campbell – 1816
- Sir Frederick Philipse Robinson – November 1816
- Sir Colin Campbell - Februar 1828 - April 1828
- Nathaniel Blackwell – April 1828 – 1833
- Alexander Gardner – 1833 – (kommissarisch)
- General Sir Lionel Smith – 1833
- General Sir Henry Charles Darling – 1833–1845
- Laurence Graeme – 1845–1851
- David Robert Ross – 16. April 1851 – 26. Juni 1851
- Henry Yates – 1851–1852 – (1. Periode / kommissarisch)
- Dominick Daly September 1851 – 1852
- Henry Yates – 1852 – Februar 1854 – (2. Periode / kommissarisch)
- Willoughby J. Shortland – Februar 1854 – 1856
- James Kirk – 1856 – (kommissarisch)
- James Henry Keens – 1856–1857 – (kommissarisch)
- James Vickery Drysdale – Juni 1857 – April 1864
- Cornelius Hendricksen Kortright – Oktober 1864 – 1872
- Herbert Taylor Ussher – 1872–1875
- Robert William Harley – 1875–1877
- Augustus Fredrick Gore – 1877–1880
- Edward Laborde – 1880–1882
- John Worrell Carrington – 1883–1884
- Loraine Geddes Hay – 1885
- Robert Baxter Llewelyn – 1885–1888
- Loraine Geddes Hay – 1888–1892
- Thomas Crossley Rayner – 1892
- William Low – 1892–1893
- Herbert H. Sealy – 1893 (kommissarisch)
- William Low – 1893–1897
- S. W. Snaggs – 1897 (kommissarisch)
- Joseph Clanfergael O'Halloran – 1897–1899